# 安藤宏
安藤 宏（あんどう ひろし、1958年5月27日 - ）は、日本の国文学者。
専門は日本近代文学。小説を中心とする表現史、文学史を研究。作家では太宰治の研究で知られる。
学位は、博士（文学）（東京大学・論文博士・2012年）（学位論文『近代小説の表現機構』）。東京大学名誉教授。東京都世田谷区出身。

## 略歴
- 1977年3月　東京都立新宿高等学校卒業 [4]
- 1982年3月　東京大学文学部卒業（国文学専修課程）[5]
- 1987年3月　東京大学大学院人文科学研究科国語国文学専門課程博士課程中退
- 1987年4月　東京大学文学部助手
- 1990年4月　上智大学文学部専任講師
- 1995年4月　助教授
- 1997年4月　東京大学大学院人文社会系研究科助教授
- 2007年4月　准教授
- 2010年4月　教授
- 2012年9月 『近代小説の表現機構』で東京大学より博士（文学）の学位を取得[1]。
- 2013年　  『近代小説の表現機構』でやまなし文学賞(研究・評論部門)[6]、角川源義賞(文学研究部門)[7]受賞
- 2024年3月12日　研究題目「太宰治論」により日本学士院賞受賞 [2]
- 2024年3月末日　東京大学 退職 [8][9]

## エピソード
- 学生時代の恩師は三好行雄[10]。
- 院生時代には予備校講師としてアルバイトをしていた。「現代文の安藤」として予備校の看板になるほど、その授業には定評があった。[要出典]
- TBS系列のテレビ番組「東大王」に出題者として出演した際には、自身の専門である太宰治に関する問題を出題した。
- クワガタの飼育が趣味である。
- 2018年、NHK Eテレのテレビ番組「知恵泉」に出演し[11]、太宰治の魅力は「弱さを演じる強さ」であると語った。

## 著書
- 『自意識の昭和文学 - 現象としての「私」』（至文堂） 1994
- 『太宰治 弱さを演じるということ』（ちくま新書） 2002
- 『近代小説の表現機構』（岩波書店） 2012-03 [12]
- 『日本近代小説史』（中公選書） 2015／2020 新訂版 [13]
- 『「私」をつくる 近代小説の試み』（岩波新書） 2015
- 『太宰治論』（東京大学出版会） 2021

### 編著・共著
- 『太宰治全作品研究事典』（神谷忠孝共編、勉誠社） 1995
- 『太宰治』（若草書房） 1998
- 『近代の日本文学』（野山嘉正共編、放送大学） 2001
- 『日本の小説101』（新書館） 2003
- 『展望 太宰治』（ぎょうせい） 2009
- 『読解講義 日本文学の表現機構』（高田祐彦, 渡部泰明共著、岩波書店） 2014
- 『ことばの危機 大学入試改革・教育政策を問う』（阿部公彦, 沼野充義, 納富信留, 大西克也共著、東京大学文学部広報委員会、集英社新書） 2020
- 『太宰治 単行本にたどる検閲の影』（斎藤理生共編著、秀明大学出版会） 2020
- 『近代「国文学」の誕生』全5巻（鈴木健一, 高田祐彦共編、岩波書店） 2021
- 『講義 日本文学』（東京大学文学部国文学研究室編、東京大学出版会） 2021
- 『坂口安吾大事典』（大原祐治, 十重田裕一共編、勉誠出版） 2022
- 太宰治『富嶽百景・女生徒　他六篇』（岩波文庫） 2024
- 太宰治『走れメロス・東京八景　他五篇』（岩波文庫） 2024
- 太宰治『惜別・パンドラの匣』（岩波文庫） 2025

### 監修
- 『太宰治 100の言葉：人生を見つめ直すためのヒント』（宝島社） 2016

## 参考
- “教育・研究年報”. 東京大学大学院人文社会系研究科・文学部. 2024年5月5日閲覧。
  - 『教育・研究年報 16 2020～2021』pp.237-238 「第3部 2020-2021年度における各教員の活動【PDF：6.3MB】/ 教授 安藤宏 - 日本語日本文学（国文学）」。